# Deuces
 (mai 2012).
Si vous disposez d'ouvrages ou d'articles de référence ou si vous connaissez des sites web de qualité traitant du thème abordé ici, merci de compléter l'article en donnant les références utiles à sa vérifiabilité et en les liant à la section « Notes et références ».
Singles de Chris Brown
Crawl
(2009) Yeah 3x
(2010)
Deuces est une chanson de Chris Brown, coécrite par Kevin McCall en featuring avec le rappeur américain Tyga. Ce titre est jugé par les fans comme le meilleur titre de l'album F.A.M.E.[réf. nécessaire].

## Présentation
Deuces est originellement une piste de la mixtape en collaboration avec Tyga, Fan of a Fan mais Brown décide de finalement de l'inclure dans son album F.A.M.E..
Ce titre est une ballade RnB au tempo lent et la critique y voit une chanson sur sa relation avec la chanteuse barbadienne Rihanna. La musique est un succès culminant à la 14 place du Billboard Hot 100 et est son 1er single numéro depuis sa chanson Say Goodbye.

## Clip Vidéo
Le clip de Deuces est tourné au Los Angeles par Collin Tilley et intégralement en noir et blanc. Celui-ci sort en même temps que le clip de No Bullshit sur internet. Le clip commence avec une femme marchant le long de la rivière. Chris est habillé d'une veste sans manches noir, porte des lunettes de soleil et un pantalon de couleurs claires. Il chante ses vers contre une voiture dans laquelle Tyga et Kevin McCall sont assis. Cette scène est entrecoupée de scènes de chant de Brown vêtu d'un pull à capuche. Pendant le refrain, il est vus dansant dans un tunnel souterrain. Quand c'est au tour de Tyga de chanter, il est assis sur un mur de graffitis, Chris se tenant quant à lui à l'arrière-plan. Cette scène est entrecoupée de scènes de Tyga, Brown et McCall marchant dans une rue avec un lowrider conduisant lentement derrière eux. Après le deuxième refrain, McCall commence à rapper son couplet en s'appuyant contre un mur, qui est ensuite entrecoupée d'autres  scènes et pendant  le chœur final de la chanson, plus des scènes de danse de Chris Brown dans le tunnel souterrain sont affichés.

## Liste des pistes
- Téléchargement digital

1. Deuce (feat. Tyga & Kevin McCall) – 4:36
2. No Bullshit – 4:07

- EP – Remixes

1. Deuces (feat. Drake & Kanye West) – 4:34
2. Deuces (feat. T.I. & Rick Ross) – 3:42
3. Deuces (feat. Fabolous & André 3000) – 4:34
4. Deuces (feat. Drake, Kanye West & André 3000) – 5:38
5. Deuces (feat. Drake, T.I., Kanye West, Fabolous, Rick Ross, & André 3000) – 6:43